# Mcoy Fundales

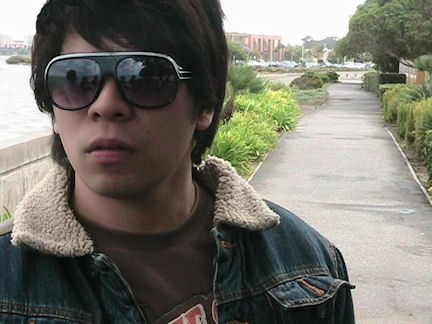
Mcoy Fundales

Marco "Mcoy" Fundales (3 de noviembre de 1977, Baliwag, Bulacán), conocido artísticamente como Mcoy Fundales. Es un actor, cantante y compositor filipino, exvocalista de la banda Orange and Lemons o Naranja y los limones, con quienes el ecabezó el tema principal para el programa, Pinoy Ako. A pesar de todo, por lo que tuvo que pasar momentos difíciles, el relató ante una entrevista de que cómo perdió sus dos hijas primogénitas y a su padre. Antes de su entrada a los escenarios, la banda ya había anunciado su disolución debido a las diferencias entre los miembros de esta agrupación y de sus integrantes. Él comenzó como una afición musical que lo llevó a formar parte y tocar en bandas con diferentes estilos. Fue cuando Orange and Lemons se puso en marcha para obtener el enorme éxito comercial y crítico más importantes de Filipinas. Éxitos que gracias a su voz y su talento, incluyen canciones como: Hanggang Kailan, Yakap sa Dilim, el cielo sabe, Blue Moon, entre otros.

## Discografía

### Álbumes
- Love in the Land of Rubber Shoes and Dirty Ice Cream (Orange and Lemons)
- Strike Whilst The Album is Hot (Orange and Lemons)
- Moonlane Gardens (Orange and Lemons)
- Radiosurfing (KENYO)
- Maharlika (KENYO)

### Copilación de Álbumes
- Kami nAPO Muna (Yakap sa Dilim)
- Kami nAPO Muna Ulit (Salawikain, Lumang Tugtugin)
- Pisay (Poor Li'l Rich Girl Grown Up)
- Mga Awitin Sa Bahay Ni Kuya (If Ever I See You Again, Sama Sama)
- The Greatest Love Album - A Tribute to President Corazón Aquino (Bless the Beast and the Children)

## Filmes/Películas
- Padyak
- The Forgotten War